# Субботин, Александр Алексеевич
Алекса́ндр Алексе́евич Суббо́тин (р. 20 октября 1991, Пермь) — российский футболист, нападающий футбольного клуба "Ильпар (Ильинский)".

## Биография
С 2008 года выступал за молодёжную команду пермского «Амкара», в которой в сезонах 2009, 2010, 2011, 2012 был лучшим бомбардиром. В 2011 году Рашид Рахимов стал привлекать нападающего к тренировкам с основным составом. 1 апреля 2012 года Субботин дебютировал за основной состав в матче с «Тереком», выйдя на замену вместо Виталия Гришина. В матче заключительного тура чемпионата забил свой первый гол в премьер-лиге, завершив разгром нижегордской «Волги» (4:1). Перед началом сезона 2012/13 должен был перейти в московское «Торпедо» на правах аренды, но позднее остался в Перми из-за того, что автозаводцам был нужен «более опытный форвард».
5 сентября перешёл в пензенский «Зенит» на правах аренды до конца 2012 года. В первом своём матче против «Сокола», выйдя на замену Денису Киселёву на 25-й минуте, спустя 50 минут ударом головой принёс своей команде ничью (1:1) Впоследствии Субботин забил по голу в ворота рязанской «Звезды» и «Орёл», а в конце октября, по окончании первого круга чемпионата, вернулся в расположение «Амкара». За те два месяца, которые нападающий провёл в Пензе, он забил ровно половину голов команды.
6 февраля было объявлено о продлении аренды Субботина в пензенский клуб.
2 сентября 2013 подписал контракт с клубом «Тамбов». 5 февраля был отзаявлен. Летом вернулся в «Амкар». В феврале 2015 года расторг контракт с клубом «Амкар» по обоюдному согласию и перешёл в калининградскую «Балтику». 4 июля 2016 подписал контракт с петербургским «Динамо».
В сезоне-2018/19 стал лучшим бомбардиром группы «Урал-Приволжье» в Первенстве ПФЛ (12 мячей), выступая за пермскую «Звезду». По ходу следующего сезона в августе 2019 года перешёл в «Тюмень», где с 4 мячами в 11 играх стал лучшим бомбардиром команды. В июне 2020 года вернулся в «Звезду».
1 июля 2023 года после годичного перерыва игрок вернулся в футбол, заключив контракт с клубом "Ильпар" из села Ильинское.